# Puente de Storseisundet
El puente de Storseisundet (en noruego: Storseisundetbrua) es el mayor de ocho puentes que conforman el Atlanterhavsveien (La Carretera Atlántica), la cual es la conexión entre tierra firme y la isla de Averøya, en el condado de Møre og Romsdal, en Noruega.
El puente de Storseisundet es un puente en ménsula que mide 260 m y tiene un gálibo de navegación de 23 m con respecto al mar. Fue inaugurado el 7 de julio de 1989 y fue carretera de peaje hasta junio de 1999.

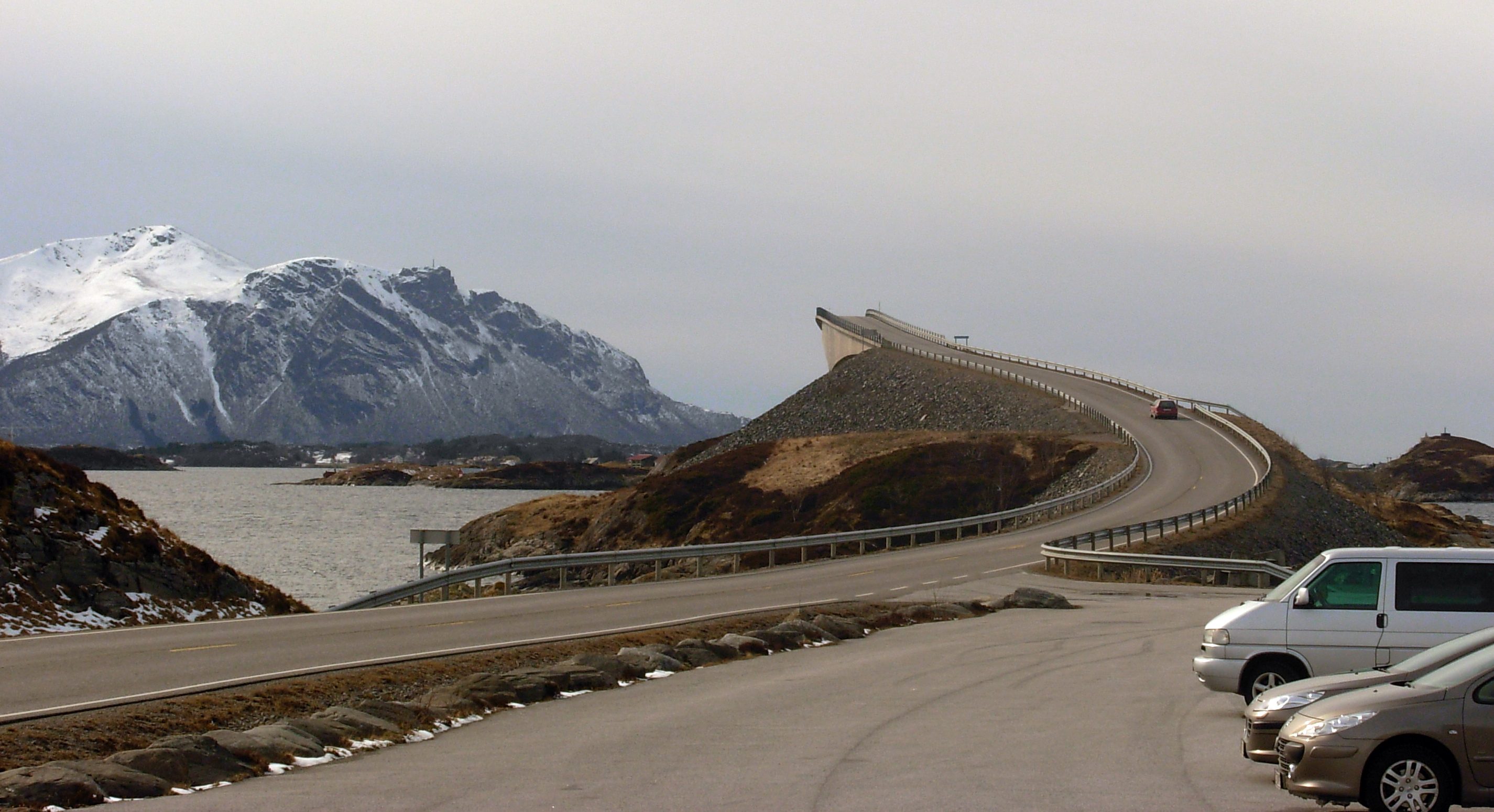
Storseisundet Bridge, la «carretera a ninguna parte».

El puente fue popularizado como la «carretera a ninguna parte» por el periódico inglés The Daily Mail en 2011.